# Arianne Hartono
Arianne Hartono (født 21. april 1996 i Groningen, Holland) er en professionel tennisspiller fra Holland.